# Relaciones Canadá-Uruguay
Las relaciones Canadá-Uruguay  se refiere a las relaciones diplomáticas entre Canadá y la República Oriental del Uruguay. Ambos países son miembros del Grupo de Cairns, las Naciones Unidas y la Organización de Estados Americanos.

## Historia
Canadá y Uruguay establecieron relaciones diplomáticas en enero de 1951. En 1953, el primer embajador designado de Canadá al Uruguay se basó en Buenos Aires, Argentina. En 1995, el primer ministro canadiense Jean Chrétien realizó una visita a Uruguay en una gira que involucró a otros países latinos. En abril de 2001, el presidente uruguayo, Jorge Batlle, realizó una visita a Canadá para asistir a la tercera Cumbre de las Américas celebrada en la Ciudad de Quebec.
En noviembre de 2017, Uruguay organizó conjuntamente con Canadá la conferencia ministerial de defensa de mantenimiento de la paz de las Naciones Unidas en Vancouver, Columbia Británica. Uruguay ha respaldado los Principios de Vancouver sobre el Mantenimiento de la Paz y Prevención del Reclutamiento y Uso de Niños Soldados, así como la Iniciativa Elsie de Canadá para Operaciones de Mujeres en Misiones de Paz. En febrero de 2020, el líder de gobierno canadiense en la Cámara de los Comunes, Pablo Rodríguez, realizó una visita al Uruguay para asistir al inauguración del Presidente Luis Lacalle Pou.

## Acuerdos bilaterales
Ambas naciones han firmado algunos acuerdos, como el Acuerdo de la Promoción y Protección de la Inversión Extranjera (1999); Acuerdo de Seguridad Social (2002); Acuerdo de coproducción audiovisual (2005); Acuerdo de transporte aéreo (2012) y un Acuerdo de intercambio de información fiscal (2014).

## Migración
En 2022, había aproximadamente 5.500 canadienses que afirmaban ser de ascendencia uruguaya.

## Comercio
En 2022, el comercio entre Canadá y Uruguay ascendió a $256.2 millones de dólares. Las principales exportaciones de Canadá al Uruguay incluyen: fertilizantes, maquinaria y aparatos mecánicos. Las principales exportaciones del Uruguay a Canadá incluyen: carne, madera, nueces y frutas. En marzo de 2018, los ministros del bloque de comercio Mercosur (lo cual incluye al Uruguay) acordaron iniciar negociaciones formales hacia un acuerdo integral de libre comercio entre Canadá y Mercosur (TLC). Compañías multinacionales canadienses como BlackBerry, Scotiabank y Thomson Reuters, operan en Uruguay.

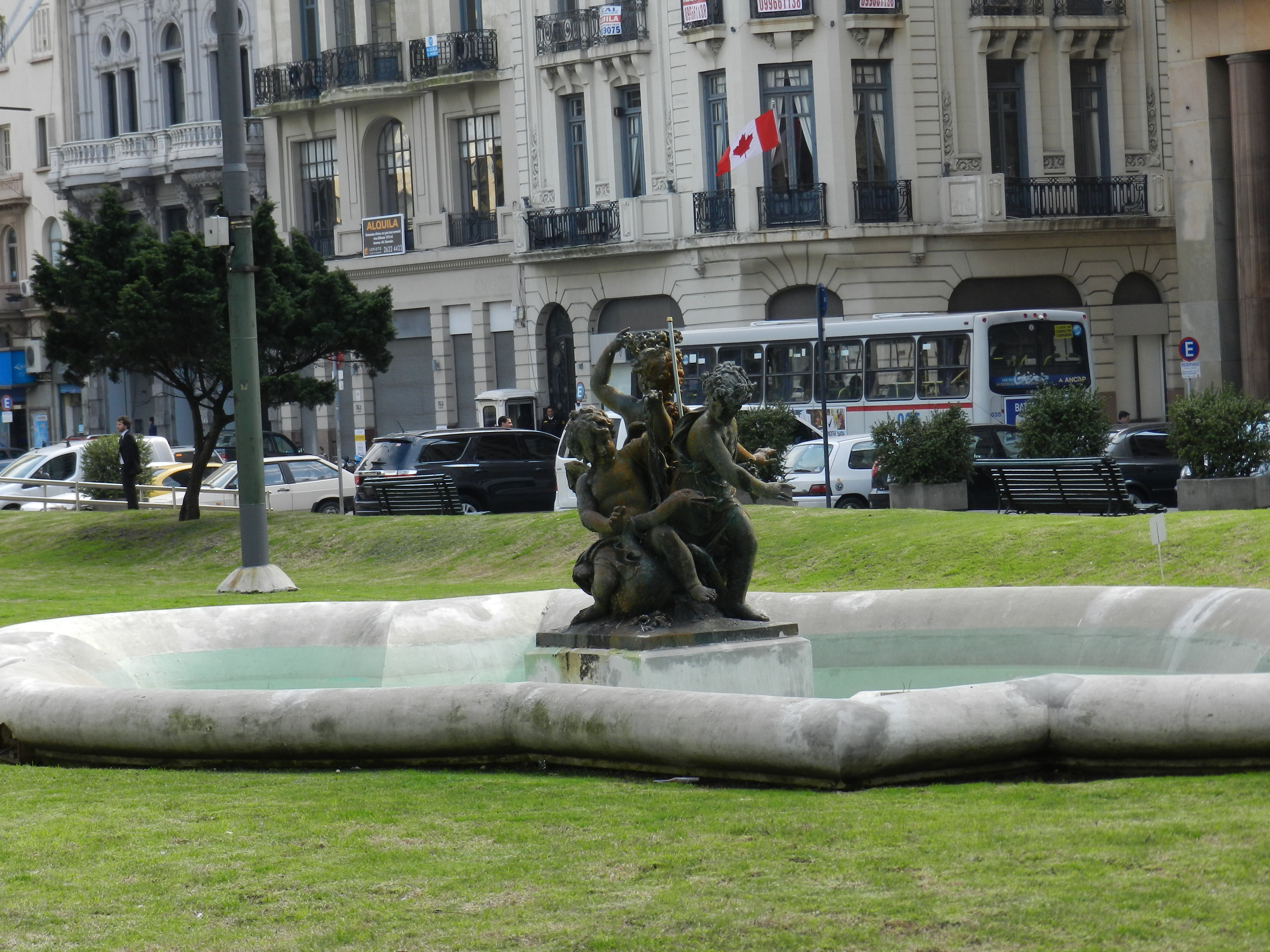
Embajada de Canadá en la Plaza Independencia en Montevideo

## Misiones diplomáticas residentes
- Canadá tiene una embajada en Montevideo.[4]
- Uruguay tiene una embajada en Ottawa y consulados-generales en Montreal y Toronto.[5]